# Gustav von Arnim (Politiker)
Friedrich Bernhard Gustav von Arnim (* 29. Mai 1820 auf Gut Criewen, Landkreis Angermünde, Brandenburg; † 2. August 1904 in Schwedt an der Oder, Landkreis Uckermark, Brandenburg) war Gutsbesitzer und preußischer Politiker.

## Familie
Er entstammte dem alten märkischen Adelsgeschlecht Arnim und war der Sohn des Gutsbesitzers Otto von Arnim (1785–1857), Herr auf Gut Criewen.
Arnim war als Zögling 915 an der Ritterakademie Brandenburg heiratete am 31. Juli 1849 in Berlin Klara von Prillwitz (* 21. Oktober 1831 in Berlin; † 24. Juli 1883 in Wiesbaden), die uneheliche und jüngste Tochter des preußischen Generals der Infanterie August von Preußen aus der langjährigen eheähnlichen Verbindung mit der Jüdin Auguste Arend. Klara war – wie zuvor ihre Mutter – am 17. Dezember 1831 in Berlin in den preußischen Adelsstand mit Namensführung „von Prillwitz“ erhoben worden. Aus dieser Ehe stammen die Söhne Bernd von Arnim (1850–1939), Gutsbesitzer, preußischer Staatsminister und Mitglied im Preußischen Herrenhaus, sowie der preußische Generalmajor Hans von Arnim (1855–1911).

## Leben
Arnim war Gutsherr auf den Gütern Criewen und Densen (beide Landkreis Angermünde) sowie in den Jahren von 1885 bis zu seinem Tod (1904) Mitglied des Preußischen Herrenhauses.

## Orden und Ehrenzeichen
- Roter Adlerorden 2. Klasse für 50-jährige Mitgliedschaft im Kreistag (1897)